# Aschau (Sankt Wolfgang)
Aschau ist ein Gemeindeteil von St. Wolfgang im oberbayerischen Landkreis Erding.

## Lage
Die Einöde Aschau liegt 2,5 Kilometer nordöstlich des Rathauses des Gemeindehauptorts Sankt Wolfgang.

## Bevölkerungsentwicklung
Um 1871 gab es in Aschau neun Einwohner. Im Mai 1987 lebten dort zwölf Einwohner in zwei Wohngebäuden, die in vier Wohnungen aufgeteilt waren.
| Jahr      | 1871 | 1925 | 1950 | 1970 | 1987 |
| Einwohner | 9    | 11   | 17   | 14   | 12   |